# Sianowo
Sianowo (en casubio: Swiónowò) es una localidad  localizada dentro del voivodato de Pomerania, y cuenta con 349 habitantes según el censo de 2005.

## Galería de imágenes

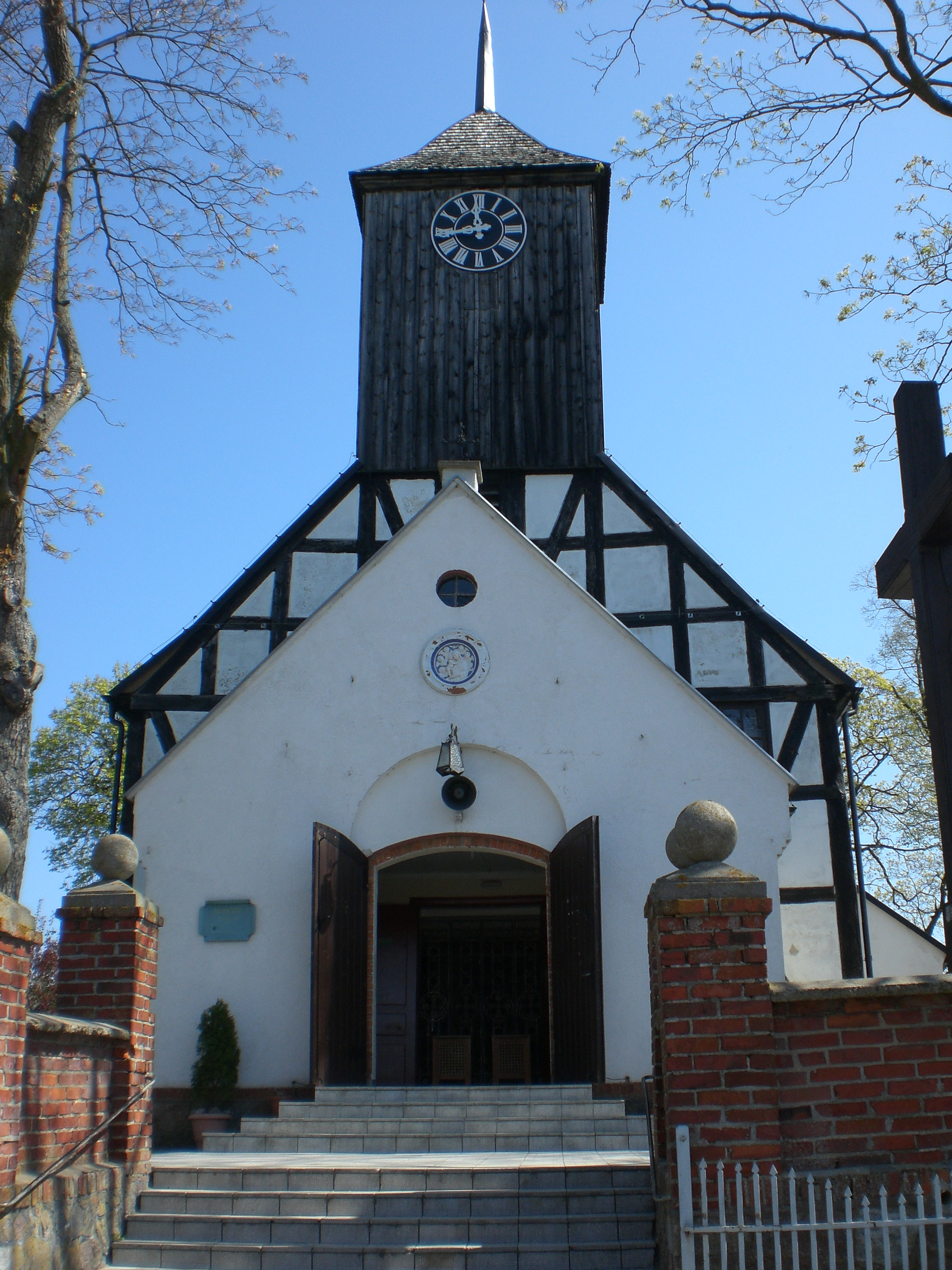
Iglesia católica de Sianowo.
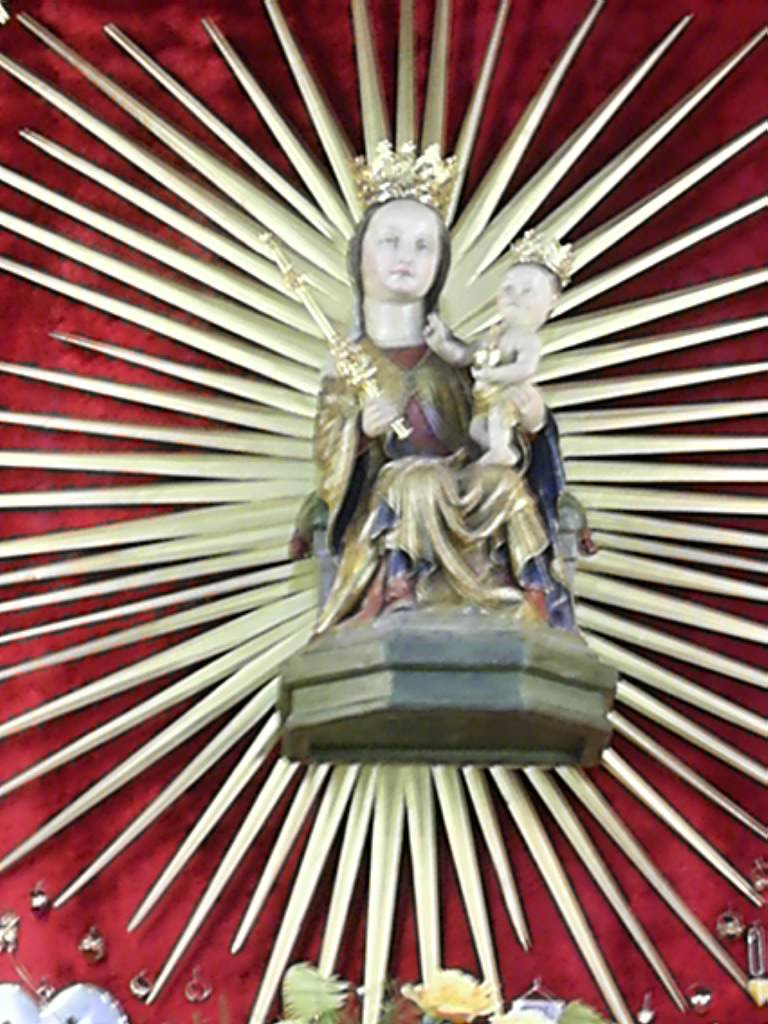
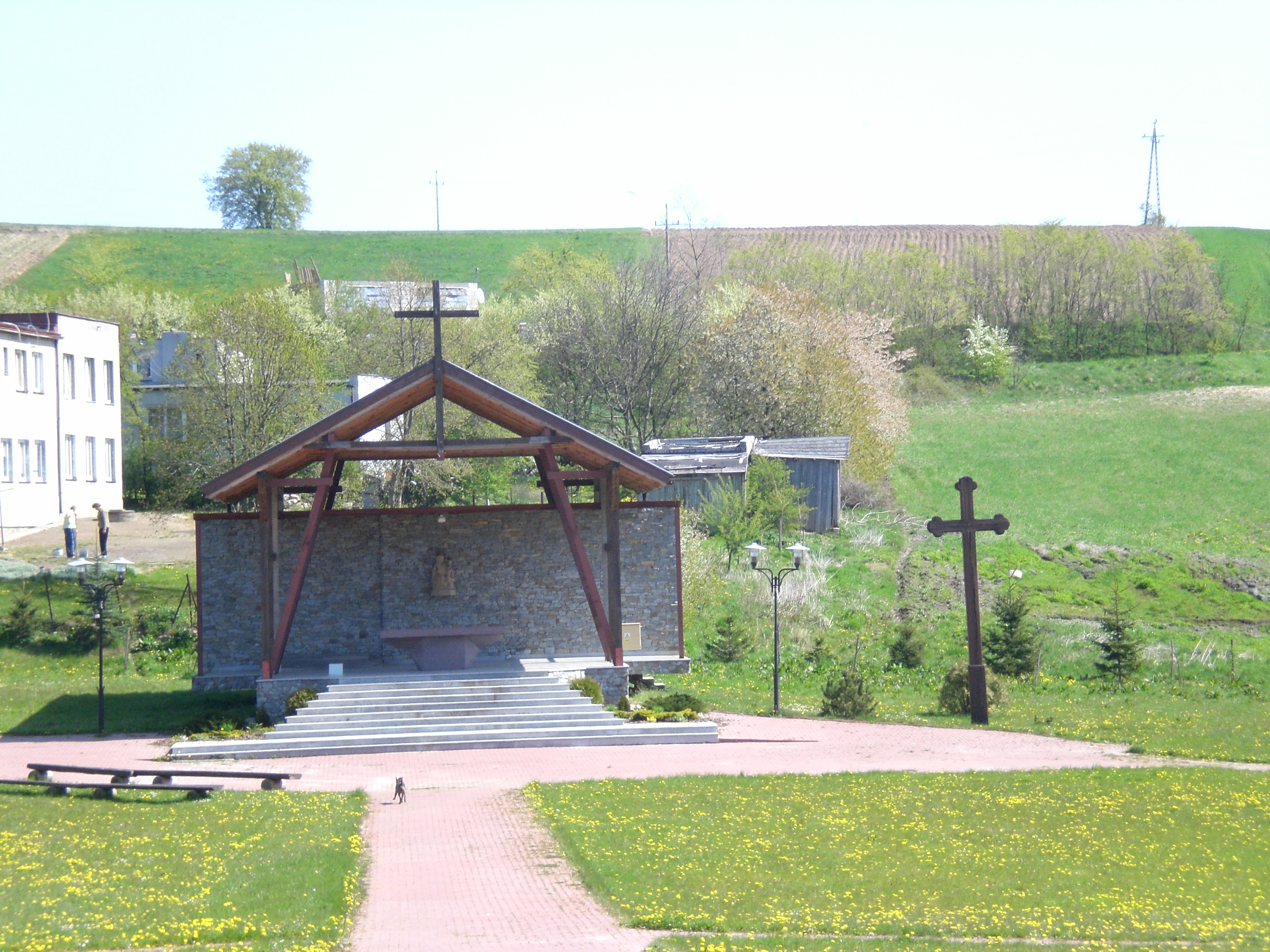